# Hipposideros coronatus
Hipposideros coronatus (Peters, 1871) è un pipistrello della famiglia degli Ipposideridi endemico delle Filippine.

## Descrizione

### Dimensioni
Pipistrello di medie dimensioni, con la lunghezza totale tra 81 e 83 mm, la lunghezza dell'avambraccio tra 47 e 51 mm, la lunghezza della coda tra 27 e 29 mm, la lunghezza del piede tra 9 e 10 mm, la lunghezza delle orecchie tra 15 e 17 mm e un peso fino a 9,5 g.

### Aspetto
Le parti dorsali sono marroni, talvolta con dei riflessi arancioni e con la base dei peli più chiara, mentre le parti ventrali sono bruno-giallastre chiare. Le orecchie sono relativamente corte, con una leggera concavità sul bordo posteriore appena sotto l'estremità arrotondata. La foglia nasale presenta una porzione anteriore priva di fogliette supplementari, una porzione posteriore con il margine superiore semicircolare e priva di setti. È presente una sacca frontale distinta. La coda è lunga e si estende leggermente oltre l'ampio uropatagio.

## Biologia

### Comportamento
Si rifugia all'interno di grotte calcaree.

### Alimentazione
Si nutre di insetti.

## Distribuzione e habitat
Questa specie è diffusa sulle isole filippine di Bohol, Mindanao, Polillo e Samar.
Vive nelle foreste secondarie a circa 330 metri di altitudine.

## Conservazione
La IUCN Red List, considerato che ci sono ancora poche informazioni circa il suo areale, lo stato della popolazione e i requisiti ecologici, classifica H.coronatus come specie con dati insufficienti (DD).